# Polski Mistrzowski Manewr
Polski Mistrzowski Manewr (PMM) – polska grupa muzyczna wykonująca hip-hop. Powstała w Szczecinie z inicjatywy raperów Bartosza "Głowy" Głowackiego i Bartłomieja "Węża" Lady oraz producenta muzycznego Tomasza "Tom Sweden" Szwedzkiego. Formacja zadebiutowała w 2008 roku albumem Polski mistrzowski manewr. Gościnnie w nagraniach wzięli udział m.in. Grammatik, Sobota oraz Ten Typ Mes. W 2010 roku skład PMM podpisał kontrakt wydawniczy z wytwórnią Prosto. 17 lutego tego samego roku ukazał się drugi album grupy zatytułowany Rap, stresy, hulana, interesy. Na płycie gościnnie wystąpili m.in. O.S.T.R., Ero, Ladzisz oraz Karolina Baszak.
28 września 2011 roku ukazał się trzeci album grupy pt. Poza horyzont, który został wydany nakładem wytwórni Prosto.

## Dyskografia
Albumy
| Polski mistrzowski manewr     | - Data: 13 grudnia 2008 - Wydawca: Fat Flow Lejbel | —  |
| Rap, stresy, hulana, interesy | - Data: 17 lutego 2010 - Wydawca: Prosto           | —  |
| Poza horyzont                 | - Data: 28 września 2011 - Wydawca: Prosto         | 22 |
| Zatrzymać gniew               | - Data: 2 września 2013 - Wydawca: Prosto          | 7  |
| W stronę światła              | - Data: 26 czerwca 2015 - Wydawca: Prosto          | 44 |
| Pokój nr 10                   | - Data: 19 kwietnia 2019 - Wydawca: PMM Records    | —  |
| "—" album nie był notowany.   |                                                    |    |

Single
| "Pewnego razu w Szczecinie" (gościnnie: Łona, Bonson) | 2013 | 2 |                 |                        | Zatrzymać gniew  |
| "Nie ma takiej chwili jak dziś" (gościnnie: Kali)     | 2015 | — | - POL: 20 tys.+ | - POL: platynowa płyta | W stronę światła |
| "—" singel nie był notowany.                          |      |   |                 |                        |                  |

Kompilacje różnych wykonawców
| Album                                    | Rok  | Utwór                                                                                          | Źródło |
| ---------------------------------------- | ---- | ---------------------------------------------------------------------------------------------- | ------ |
| Prosto Mixtape 600V                      | 2010 | PMM, Brahu, Romeo, Popek, Młody Biały, VNM, Sokół - "Prosto stąd" PMM - "Jaki fach, taki fant" | [ 14 ] |
| Grube jointy 2: karani za nic            | 2011 | Wini, Kamelito, PMM, Abel, Sage, Siwydym - "Susz roślinny koloru zielonego"                    | [ 15 ] |
| Drużyna mistrzów 2: sport, muzyka, pasja | 2013 | PMM - "Powiedz mi"                                                                             | [ 16 ] |
| Prosto XV                                | 2014 | PMM - "Poza horyzont" (gościnnie: O.S.T.R.)                                                    | [ 17 ] |

## Teledyski
| Tytuł                                                                                             | Rok  | Reżyseria                      | Album                         | Źródło |
| ------------------------------------------------------------------------------------------------- | ---- | ------------------------------ | ----------------------------- | ------ |
| "Jadziem dalej" (gościnnie: Beata Andrzejewska)                                                   | 2009 | GCM                            | Polski Mistrzowski Manewr     | [ 18 ] |
| "Daj mi bit" (gościnnie: O.S.T.R.)                                                                | 2009 | GCM                            | Rap, stresy, hulana, interesy | [ 19 ] |
| "Energia"                                                                                         | 2010 | GCM                            | Rap, stresy, hulana, interesy | [ 20 ] |
| "Dobrze, konkretnie, ostro"                                                                       | 2010 | On-Screan Multimedia Solutions | Rap, stresy, hulana, interesy | [ 21 ] |
| "Ile dróg, tyle prawd"                                                                            | 2010 | GCM                            | Rap, stresy, hulana, interesy | [ 22 ] |
| "Poza horyzont"                                                                                   | 2011 | DobreKino Studio               | Poza horyzont                 | [ 23 ] |
| "Wstawaj" (gościnnie: O.S.T.R., Grubson)                                                          | 2011 | DobreKino Studio               | Poza horyzont                 | [ 24 ] |
| "Rwany rytm" (gościnnie: Sokół)                                                                   | 2012 | DobreKino Studio               | Poza horyzont                 | [ 25 ] |
| "Tak trzymaj" (gościnnie: DJ Twister)                                                             | 2013 | A1 Videos                      | Zatrzymać gniew               | [ 26 ] |
| "Gdziekolwiek jestem, gdziekolwiek będę"                                                          | 2013 | —                              | Zatrzymać gniew               | [ 27 ] |
| "Zatrzymać gniew" (gościnnie: Hades)                                                              | 2013 | Darek Juraś                    | Zatrzymać gniew               | [ 28 ] |
| "Sprawa dla dżentelmena"                                                                          | 2013 | Oesvidyo                       | Zatrzymać gniew               | [ 29 ] |
| "Na ścieżkach cierni"                                                                             | 2015 | Damian Michalak                | W stronę światła              | [ 9 ]  |
| "Bang Bang" (gościnnie: Major SPZ, Ero JWP)                                                       | 2018 | —                              | Pokój nr 10                   | [ 30 ] |
| Gościnnie                                                                                         |      |                                |                               |        |
| The Truekings - "Wilki Morskie" (gościnnie: PMM)                                                  | 2014 | Mstudio                        | —                             | [ 31 ] |
| Diox - "Oni tego chcą Remix" (gościnnie: Miuosh, Mosad, Małach, Vienio, PMM, Haju, Tede, PeeRZet) | 2015 | Dobrekino Studio               | —                             | [ 32 ] |
| Inne                                                                                              |      |                                |                               |        |
| VNM, Diox, PMM - "Dobra aura"                                                                     | 2014 | Marathon Films                 | —                             | [ 33 ] |
| Ero, Vienio, PMM, Małach/Rufuz, Pih, Kafar - "HHRPE 2"                                            | 2014 | —                              | —                             | [ 34 ] |